# 仲夏夜之梦 (门德尔松)
仲夏夜之梦（德語：Ein Sommernachtstraum）是德国作曲家费利克斯·门德尔松为莎士比亚同名戏剧创作的标题音乐，包括一首序曲，以及1842年为剧本所作的配乐。著名的結婚進行曲就出自该配乐。

## 創作歷程
E大调仲夏夜之梦序曲（作品21）完成于1826年8月6日，当时门德尔松年仅17岁6个月，乔治·格罗夫称之为“音乐史上前所未有的早熟的奇迹”。这是一首音乐会序曲，而非与戏剧中某一幕相关联。门德尔松1826年阅读完奥古斯特·威廉·施莱格尔（与门德尔松存在亲戚关系）与路德维希·蒂克的《仲夏夜之梦》德文译本后写出。
序曲是一首富有浪漫主义的作品，同时也使用了很多古典主义元素，使用了奏鸣曲式的结构。作品的乐器效果突出，如一开始仿真的疾走的“仙人脚”。海因里希·爱德华·雅各布在门德尔松的传记中描述门德尔松在一个晚上听到家庭后花园树叶在微风中的沙沙声后当初写下和弦。
序曲于1827年2月20日在当时普鲁士的什切青（今属波兰）首演，音乐会的指挥是卡尔·勒韦。门德尔松当时刚满18岁，在暴风雪下赶路80英里来到首演地点，这是他第一次公开露面。

### 配乐
《仲夏夜之梦》的配乐（作品61）作于1842年，距序曲完成已是16年之后。时任国王艺术学院和莱比锡布商大厦管弦乐团指挥配乐的门德尔松受普鲁士国王腓特烈·威廉四世的委托，创作了此曲。

## 分析

### 编制
序曲的乐队编制为两支长笛，两支双簧管，两支单簧管，两支巴松管，两支法国号，两支小号，两支奥菲克莱德号，定音鼓和弦乐队。配乐在此基础上增加了第三小号，三支长号，三角铁和铙钹。

### 樂章探微
作品61的配乐包括以下12曲：
1. 谐谑曲（Scherzo）
2. 有伴奏的情景与小鬼进行曲
3. 为两位女高音所作的歌曲和声合唱（You spotted snakes）
4. 有伴奏的情景
5. 间奏曲（Intermezzo）
6. 有伴奏的情景
7. 夜曲（Nocturne）
8. 有伴奏的情景
9. 婚礼进行曲（Hochzeitsmarsch）
10. 有伴奏的情景与送葬进行曲
11. 贝加莫舞曲（Bergamasca）
12. 终曲（Finale）（女高音独唱与合唱交织）